# Foodo
Le foodo est une langue guang parlée dans le nord-ouest du Bénin, dans les arrondissements de Sèmèrè I et Sèmèrè II (commune de Ouaké). Elle compte environ 25 000 locuteurs au total, dont un grand nombre vit en dehors de la région de Sèmèrè, dans d'autres régions du Bénin ou dans les pays voisins (Togo, Nigeria, Ghana). Il y en aurait un millier au Ghana.
La langue a son origine au Ghana. Il y a environ 200 à 300 ans, un groupe de locuteurs guang a migré du Ghana à Sèmèrè au long de l'ancienne route de commerce de kola qui s'étendait du Ghana à travers le Togo et le Bénin jusqu’au Nigeria. « Une fois dans leur emplacement actuel, ils se sont assimilés avec les habitants locaux et de nombreux autres groupes d'immigrants qui ont tous adopté la langue de ceux qui sont venus du Ghana. Les diverses origines de locuteurs foodo sont encore conservées dans les noms des clans. »

## Écriture
L’orthographe foodo est défini dans l’Alphabet des langues nationales du Bénin.
| majuscules | A | B | C | D | E | Ɛ | F | G | Gb | H | I | Ɩ | J | K | Kp | L | M | N | Ny | Ŋ | Ŋm | O | Ɔ | P | R | S | T | U | Ʊ | V | W | Y | Z |
| minuscules | a | b | c | d | e | ɛ | f | g | gb | h | i | ɩ | j | k | kp | l | m | n | ny | ŋ | ŋm | o | ɔ | p | r | s | t | u | ʊ | v | w | y | z |

Le ton haut est indiqué à l’aide de l’accent aigu sur la voyelle ‹ á é ɛ́ í ɩ́ ó ɔ́ ú ʊ́ ›.
La lettre ʊ est parfois remplacée par la lettre ʋ par certains auteurs.